# Ceradenia mirabilis
Ceradenia mirabilis är en stensöteväxtart som beskrevs av Luther Earl Bishop. Ceradenia mirabilis ingår i släktet Ceradenia och familjen Polypodiaceae. Inga underarter finns listade.